# Добришкін Юрій Володимирович
Юрій Володимирович Добришкін (рос. Юрий Владимирович Добрышкин; 19 липня 1979, м. Пенза, СРСР) — російський хокеїст, лівий нападник. Майстер спорту.
Вихованець хокейної школи «Дизель» (Пенза). Виступав за «Крила Рад» (Москва), «Ак Барс» (Казань), «Сєвєрсталь» (Череповець), «Металург» (Магнітогорськ), ЦСКА (Москва), «Торпедо» (Нижній Новгород), «Атлант» (Митищі), ХК МВД, «Динамо» (Москва), «Дизель» (Пенза).
У регулярному чемпіонаті Континентальної хокейної ліги провів 78 матчів (18+8), у Кубку Гагаріна — 11 (1+0).
У складі національної збірної Росії учасник EHT 2003 і 2004. У складі молодіжної збірної Росії учасник чемпіонату світу 1999. У складі юніорської збірної Росії учасник чемпіонату Європи 1997.
Досягнення
- Срібний призер чемпіонату Росії (2000, 2002, 2003), бронзовий призер (2006)
- Володар Кубка Шпенглера (2005)
- Фіналіст Кубка Гагаріна (2010)
- Переможець молодіжного чемпіонату світу (1999).